# Manzanita (cantant)
Manzanita (Madrid, 7 de febrer de 1956 - Alhaurín de la Torre, 6 de desembre de 2004), era el nom artístic del cantant espanyol José Ortega Heredia, que es caracteritzà per la seva veu trencada i la seva habilitat com a guitarrista.
Manzanita nasqué en un ambient flamenc. Era nebot de Manolo Caracol. Als 9 anys tocava la guitarra a tablaos i als 11 acompanyava a Enrique Morente. El 1974, amb només 18 anys, formà part d'una iniciativa del productor José Luis de Carlos: el grup Los Chorbos. Amb la seva rumba urbana reflectia la situació marginal dels suburbis de les grans ciutats.
El 1978, de la mà del mateix productor, arribà el primer disc en solitari Poco ruido y mucho duende, amb un estil molt personal i matisos flamencs. Va aconseguir un enorme èxit amb el tema Verde, adaptació d'un poema de Federico García Lorca. El 1980 arriba el segon elapé Espíritu sin nombre amb el palmero Daniel Barba de las Arenas. El seu tercer àlbum, que data del 1981, Talco y bronce, supera mig milió de còpies a Espanya amb dos singles 'Ramito De Violetas' y 'Por Tu Ausencia'. Segueixen Cuando la noche te envuelve (1982), La quiero a morir (1983) i Mal de amores (1984).
Ja el 1986 publicà Echando sentencias amb instruments àrabs i indis. Després d'un llarg silenci, en què només cantava a l'Església Evangelista, el 1988, llançà En voz baja a las rosas, amb adaptacions de Sor Juana Inés de la Cruz, Góngora i Lorca. El 1993 deixà testimoni de la seva fe al disc Quédate con Cristo. El 1998 tornà amb el disc Por tu ausencia, que incloïa grans èxits i nous temes.
El 2000 enregistrà Dímelo i el 2002 Gitano cubano, amb repertori cubà, acompanyat per Raimundo Amador, Lolita Flores, Lucrecia i David Montes. Finalment, a La cucharita (2004) interpretava temes d'artistes com Jorge Velosa, Bob Marley, Rubén Blades o Roberto Carlos.